# 沙蒂藏日-勒古贝
沙蒂藏日-勒古贝（法語：Chatuzange-le-Goubet，法語發音：[ʃatyzɑ̃ʒ lə ɡubɛ]）是法国德龙省的一个市镇，位于该省北部，属于瓦朗斯区。

## 地理
沙蒂藏日-勒古贝（45°0'24"N, 5°5'27"E）面积28.24 平方千米，位于法国奥弗涅-罗讷-阿尔卑斯大区德龙省，该省份为法国东南部内陆省份，北起顺时针与伊泽尔省、上阿尔卑斯省、上普罗旺斯阿尔卑斯省、沃克吕兹省和阿尔代什省接壤。
与沙蒂藏日-勒古贝接壤的市镇（或旧市镇、城区）包括：阿利克桑、博尔加尔巴雷、贝赛、佩阿日堡、马尔什、罗什福尔桑松、伊泽尔河畔罗芒、圣保罗莱罗芒。

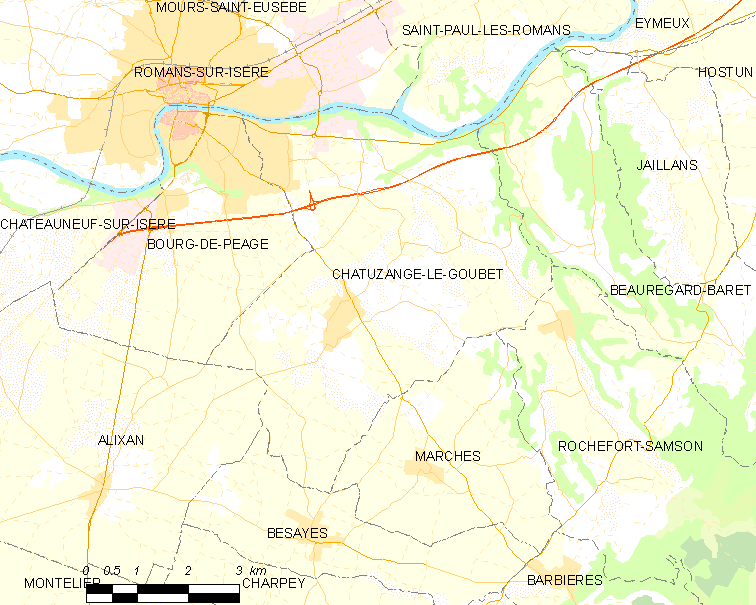
沙蒂藏日-勒古贝的OSM定位图

沙蒂藏日-勒古贝的时区为UTC+01:00、UTC+02:00（夏令时）。

## 行政
沙蒂藏日-勒古贝的邮政编码为26300，INSEE市镇编码为26088。

## 政治
沙蒂藏日-勒古贝所属的省级选区为韦科尔-晨山县。

## 人口

1962-2008年间沙蒂藏日-勒古贝人口变化图示

沙蒂藏日-勒古贝于2022年1月1日时的人口数量为6375人。